# 藤堂裕
藤堂 裕（とうどう ゆたか、1979年11月18日 - ）は、日本の漫画家。兵庫県洲本市由良出身。血液型はA型。

## 略歴
- 兵庫県立洲本高等学校卒業、東京工芸大学画像工学科[2]卒業。
- 1999年、第44回小学館新人コミック大賞ヤング部門にて『龍-RYU-』が佳作を受賞。
- 2002年、ビッグコミックスペリオールにて『スーツマン』でデビュー。
- 2003年、第23回ヤングジャンプ月例MANGAグランプリにて「若宮少年探偵団」が佳作を受賞。『こまねずみ常次郎』『闇金ウシジマくん』などのアシスタントを経て、2007年12月より『ヤングキング』にて『由良COLORS』を連載。
- 2009年8月より『ビッグコミック』（小学館）にて『S -最後の警官-』（作：小森陽一）を連載。
- 2016年より『別冊ヤングチャンピオン』（秋田書店）にて『信長を殺した男〜431年目の真実〜』（原案：明智憲三郎）を連載。
- 2019年、出身地である兵庫県洲本市の洲本市民工房にて原画展「企画展 〜藤堂裕 漫画業20周年記念 GENTEN〜」を開催[1]。

## 人物
『赤江珠緒 たまむすび』（TBSラジオ）リスナーで仕事中に聞いている。ある日、赤江珠緒が書店で藤堂の作品『信長を殺した男〜431年目の真実〜』（『別冊ヤングチャンピオン』）を偶然手に取り、作品に出会ったことでたまむすび（2021年3月2日放送分）に出演することに繋がった。
漫画家は色白だと思われることが多いらしく、自称地黒で「野球部なのか」、「漫画を描いてないのではないか」と言われることがある。2021年3月時点で、淡路島から東京に出て20年経つ。

## 作品リスト

### 連載
- 蹄鉄の響（『ビッグコミックスペリオール』2007年3月） - 短期プレ連載
- 天狼（原作：さいふうめい、『ビッグコミックスペリオール』2007年15号 - 2008年1号、全1巻）
- 由良COLORS（『ヤングキング』2007年12月 - 2009年11月、全4巻、完全版全6巻）
- S -最後の警官-（原作：小森陽一、『ビッグコミック』2009年16号[6] - 2016年7号、全20巻）
- 信長を殺した男〜431年目の真実〜（原案：明智憲三郎『本能寺の変431年目の真実』、『別冊ヤングチャンピオン』2016年9月号[7] - 2020年8月号[8]、全8巻、外伝全1巻） - コミカライズ
  - 信長を殺した男〜日輪のデマルカシオン〜（原案：明智憲三郎、『別冊ヤングチャンピオン』2021年3月号[9] - 連載中、既刊8巻）
- BORDER66（原作：小森陽一、『グランドジャンプ』2019年12号 - 2022年11号[10]、全7巻）
- Xinobiシノビ−乱世のアウトローたち−（『グランドジャンプむちゃ』2023年9月号[11] - 、既刊2巻）

### 読み切り
- トキ（『ビッグコミックスピリッツ増刊 漫戦』2003年9月）
- そこに後藤がいます!（『ビッグコミックスピリッツ増刊 漫戦』2003年11月） - 人気投票第1位
- 九十九のムコウ。（『ビッグコミックスピリッツ増刊 漫戦』2004年2月） - 人気投票第2位
- 空へ海へ（『ビッグコミックスピリッツ増刊 漫戦』2004年5月）
- マーコ（『ビッグコミックスピリッツ増刊 Casual』2005年9月）
- 北見坂ヨドチョウ伝説（『別冊ヤングマガジン』2006年7月）
- NO MEN NO CRY（『近代麻雀』2006年8月）
- 北見坂ヨドチョウ伝説（『別冊ヤングマガジン』2006年11月）
- NO MEN NO CRY（『近代麻雀オリジナル』2007年2月、『近代麻雀』2008年5月）
- タイトル不明[注釈 1]（『サムケ』創刊号[12]、2010年5月）
- おみよは見た（原作：池波正太郎、『コミック乱ツインズ』2016年1月号[13]） - 「池波正太郎 時代劇スペシャル」企画の一作[13]
- 群青たちのパドル（『ビッグコミックスピリッツ』2021年27号）

## 寄稿・対談
- 私が描くデューク東郷（『ビッグコミック』2013年22号[14]、『ゴルゴ13』45周年企画） - イラスト[14]
- 千葉ロッテマリーンズ 挑発ポスター（2017年5月30日[15]） - ベイスターズを担当[15]
- 麒麟・川島明との対談（『別冊ヤングチャンピオン』2021年3月号[16]） - 『信長を殺した男〜日輪のデマルカシオン〜』第1巻再録[16]

## 活動

### 参加
- 日本酒ものがたり（2017年） - 日本酒のキャラクター化プロジェクト[17]

### ラジオ出演
- 赤江珠緒 たまむすび（TBSラジオ） - 2021年3月2日　ゲスト